# Anker-ház (Kaposvár)
A szecessziós stílusú Anker-ház a kaposvári Fő utca egyik építészeti értéke. Az 1913-ban a Somogy Megyei Takarékpénztár Rt. székházának és bérháznak épült palota mai nevét egy későbbi 20. századi bérlőjéről, az Anker  Biztosítóról kapta.

## Története
A palotát építtető Somogy Megyei Takarékpénztár még 1864-ben alakult, a Mérey Károly főispán vezette intézet kezdetben a Vármegyeháza épületében működött. A 20. század elején a városban több bank és pénzintézet épített magának székházat, ebből pedig nem maradt ki a vármegyei takarékpénztár sem: az igazgatóság pályázatot írt ki egy palota megtervezésére. A beérkezett pályaművek közül az első három helyezettet, valamint két továbbit is megvásároltak, és ezek összekombinálásából hozták létre a végleges tervet: ezt valószínűleg Pilch Andor tette meg, de vannak olyanok is, akik Kozma Lajos építészt sejtik a háttérben. Más leírás szerint az egész pályázatot maga Pilch nyerte meg.
Az építkezés helyén egy korábban gazdatiszti lakásnak használt kis, földszintes épület, a Központi vendéglő állt, amelyenek területét 180 000 koronáért vásárolta meg a pénzintézet. A vendéglőt 1913 májusában bontottak le, majd szeptember elején megkezdődött az új ház építése is. Bár a kivitelező cég zalaegerszegi volt, a munkák nagy részét helyi mesterek és munkások végezték: csak a parkettázás és a 20 000 koronába kerülő páncélszoba berendezése volt „külsős” munka, a lakatosmunkák a kaposvári Rózsa Ignác művei, az asztalosmunkákat a szintén helyi Szarka János, Rigó János és Pojtner József vitelezték ki, míg a vasáru a Darnay családtól származott. A téglák és a fa is a városból vagy annak környékéről származott.
Az egész épület mindössze néhány hónap alatt, novemberre készült el. Egy helyi újság szerint „A vármegye és az egész dunántúli országrész egyik leghatalmasabb pénzintézete, az öreg Somogy Megyei Takarékpénztár megújhodását hirdeti a palota. Az építőművészet nagyot, szépet alkotott a kaposvári főutcán.” A palotába elektromos meghajtású liftet is szereltek: van olyan forrás, amely szerint ez volt Kaposvár első liftje, ám más források szerint már korábban is volt(ak) lift(ek) a városban, például az 1911-ben épült Turul szállóban és a Nemzeti Kaszinóban. Az Anker-ház pincéjében még egy kicsi vaspályát is kialakítottak, amelynek segítségével a szenet szállították a teherlifthez.
Az 1914-es beköltözés során a takarékpénztár az északi és a keleti magasföldszintet foglalta el, a földszint többi részét különböző üzleteknek adták ki, a felső szinteken pedig tizennégy lakást alakítottak ki. Ezekben a 3–5-szobás, elég drága lakásokban főként vármegyei tisztviselők laktak. 1937-ben a pénzintézet megszűnt ugyan, de később is működtek itt hasonló tevékenységet folytató szolgáltatók, például a második világháborúban az Assienration General, majd az épület névadója, az Anker Biztosító, valamint 2012-ig az OTP Bank. 1952-re már 20-ra nőtt a lakások száma, de ekkor (az államosítás után) 40-et alakítottak ki belőlük. 1973-ban itt nyitották meg a Somogyi Képtárat, amelyben Rippl-Rónai József festményei és a városi múzeum válogatott darabjai kerültek kiállításra, majd 1996 és 2011 között az Anker-házban működött a Vaszary Képtár, és egy ideig a Szín-Folt Galéria is. A tetőteret 1989-ben építették be, 1993-ban pedig felújították az épületet (a belső üvegtetőt viszont csak néhány évvel később, 1998-ban).
Az 1970-es években, miután déli szomszédjában felépült a Somogy Áruház, szóba került az Anker-ház lebontása is, mert eltakarta a rálátást az áruházra. Ám többek között a bontás magas költségei miatt az ötletet elvetették.
2016-ban a korábbi Somogyi Sportmúzeum gyűjteményének legfontosabb darabjait Sportotlók, sikerek, serlegek címmel bemutató kiállítás nyílt az Anker-házban, 2017. december 29-től 2018. január 21-ig pedig a Seuso-kincseket állították ki az épületben. Ezt a tárlatot a három hét alatt több mint 22 300-an tekintették meg, ami rekordot jelent a Rippl-Rónai Múzeum történetében.

## Az épület
Az Anker-ház a kaposvári Belvárosban, a Fő utca déli oldalán, a 12. szám alatt áll, nyugatról a Megyeház utca, keletről az Irányi Dániel utca határolja, a Megyeház utcán túli szomszédja a Vármegyeháza épülete. Alaprajza közel téglalap, de valójában trapéz: míg északi és déli oldala a Fő utcával párhuzamos, és nyugati oldala erre merőleges, addig keleti oldala nem pont derékszöget zár be velük. Belül korfolyosós udvar helyezkedik el. Stílusa szecessziós, homlokzatának felső részén minden oldalán 2–3, méhkassal díszített timpanon emelkedik: a méhkas mint a takarékosság jelképe került rá, hasonlóan más, ebben a korszakban épült kaposvári bank- vagy takarékpénztár-épületekhez. A belső üvegtető a budapesti Haas és Somogyi műhelyben készült.

## Képek

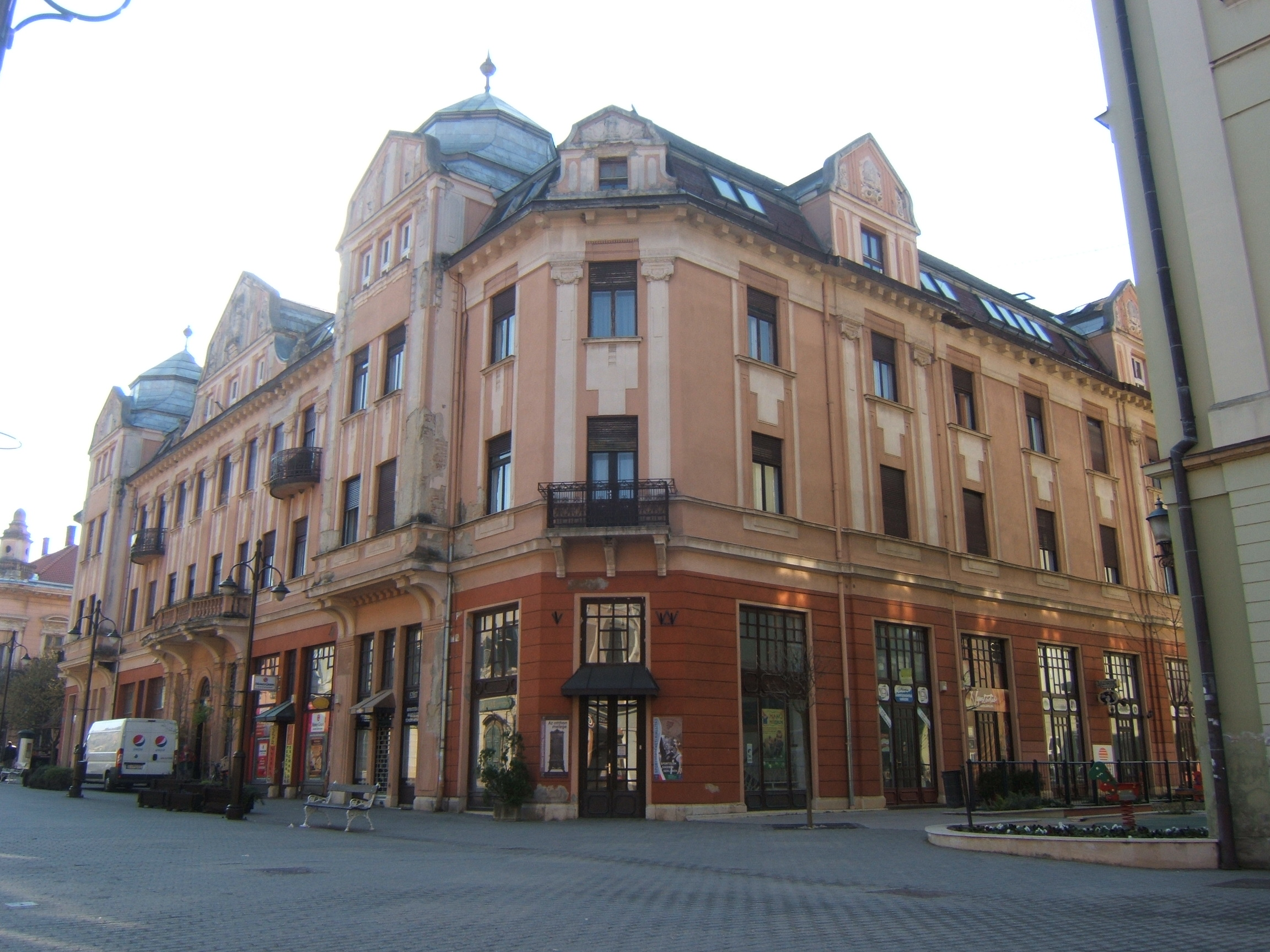
Északnyugatról nézve
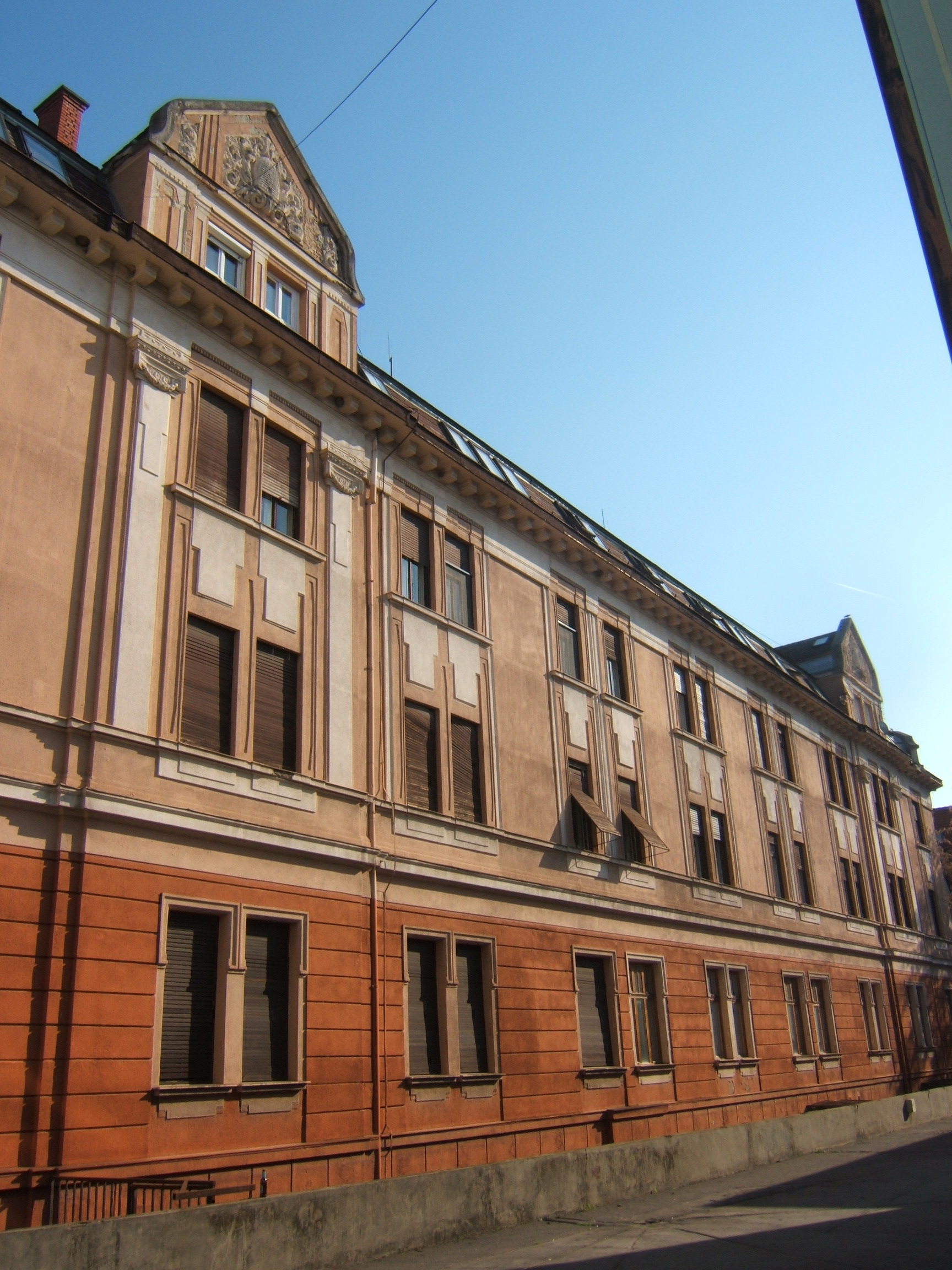
Délről nézve
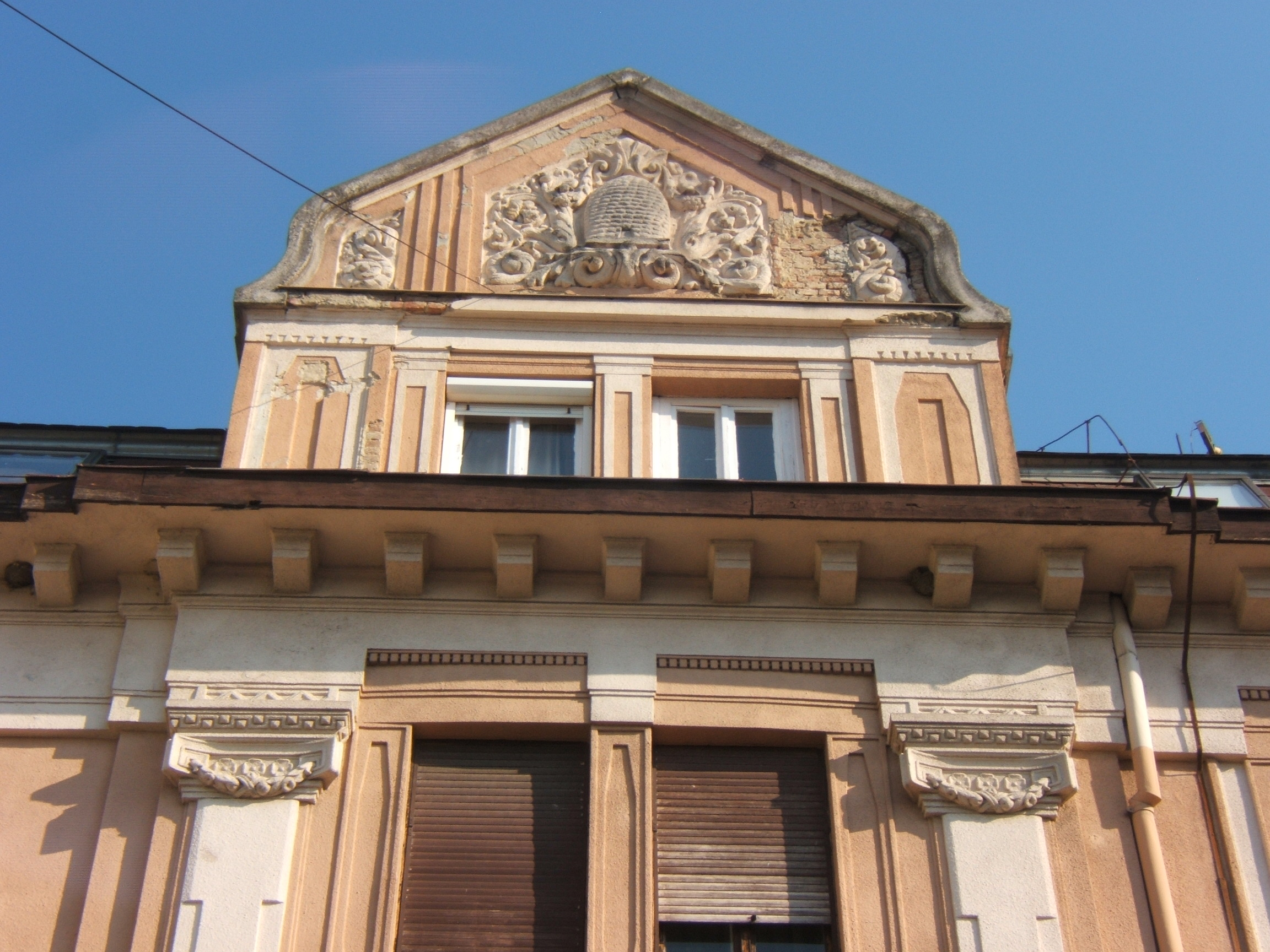
Méhkasos díszítés
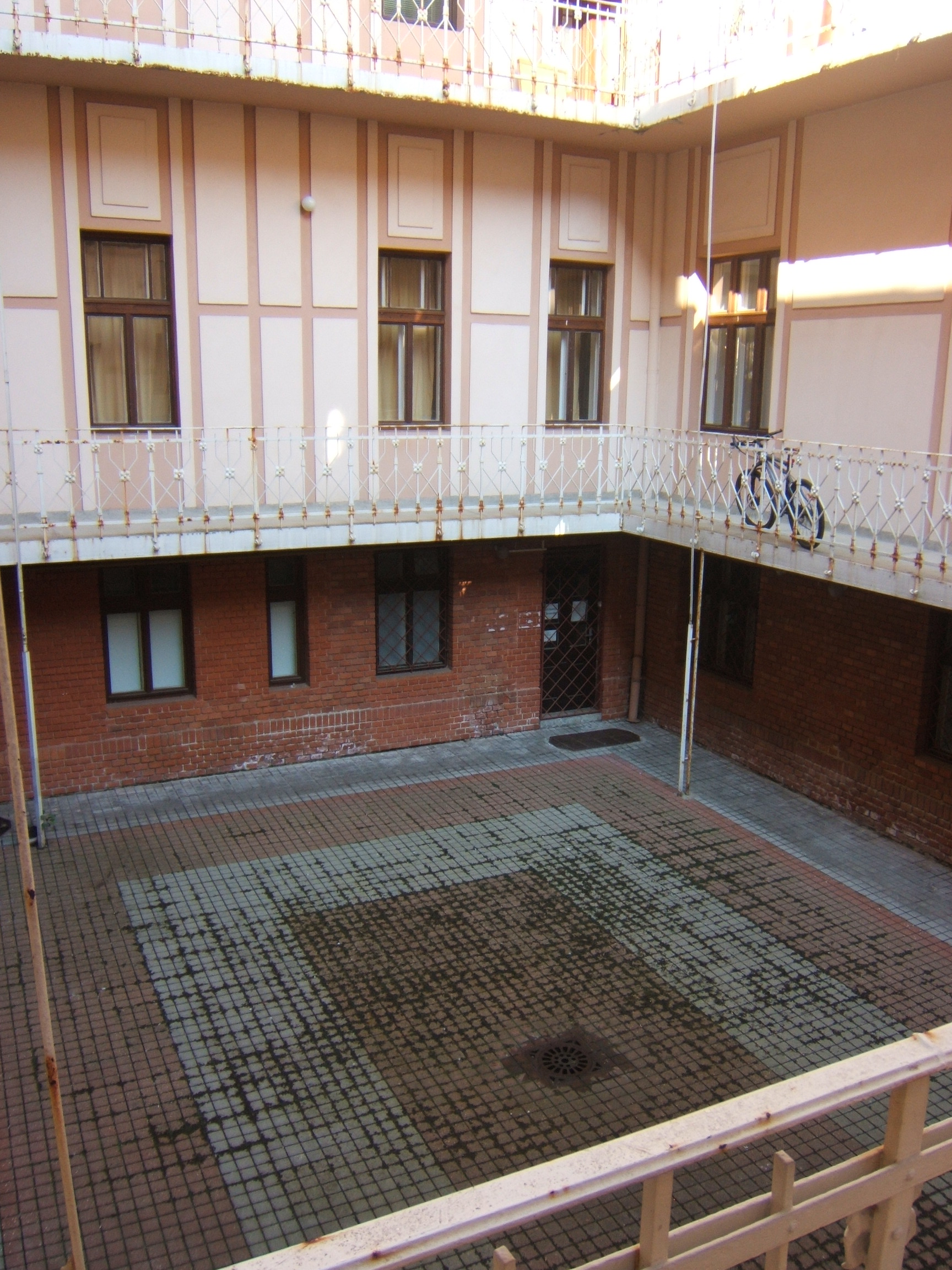
Belső udvar